# Centrale thermique de Morgantown
La centrale thermique de Morgantown est une centrale thermique dans l'État du Maryland aux États-Unis.